# ديكدان (شلال ودشتغل)
ديكدان (بالفارسية: دیکدان) هي منطقة سكنية تقع في إيران في قسم شلال ودشتغل الريفي. يقدر عدد سكانها بـ 75 نسمة بحسب إحصاء 2016.